# Симон Слуга
Симон Слуга (на хърватски: Šimun Sluga) е хърватски футболист, който играе на поста вратар. Състезател на Макаби Тел Авив.

## Кариера

### Риека
През първите два сезона от професионалната си кариера Риека изпраща Слуга под наем в юношеските формации на Ювентус и Верона. Симон прекарва сезон 2013/14 във Втора Хърватска футболна лига с отбора на Поморац, записвайки 31 мача със 17 сухи мрежи. Следващия сезон Слуга е част от отбора на Локомотива, състезаващ се в Първа Хърватска футболна лига, появявайки се във 26 футболни срещи. След края на кампанията се завръща в Риека и записва дебюта си за тима на 19 юли 2015 г. при равенството 3:3 като домакин на Славен Белупо. През август 2015 г. е отдаден под наем в отбора на Специя, част от Серия Б.

### Лутън
На 19 юли 2019 г. Слуга подписва тригодишен договор с току-що изкачилия се в Чемпиъншип отбор на Лутън, за рекордната за клуба сума от €1.5 милиона. Дебютира на 2 август при равенството 3:3 като домакин на Мидълзбро.

### Лудогорец
На 31 януари 2022 г. Симон е обявен за ново попълнение на Лудогорец. Записва своя дебют в Първа лига на 6 май при победата с 1:2 като гост на Ботев (Пловдив).

## Национална кариера
Дебютира за мъжкия отбор на Хърватия на 11 юни 2019 г. в приятелска среща с Тунис, започвайки като титуляр.

### ЕВРО 2020
Слуга е част от отбора на „шахматистите“ на ЕВРО 2020, но не записва мач.

## Успехи
Риека
- Първа хърватска футболна лига (1): 2016/17

- Купа на Хърватска (2): 2017, 2019

 Лудогорец
- Първа лига (2): 2021/22, 2022/23

- Купа на България (1): 2023

- Суперкупа на България (1): 2022